# 6월 17일 거리

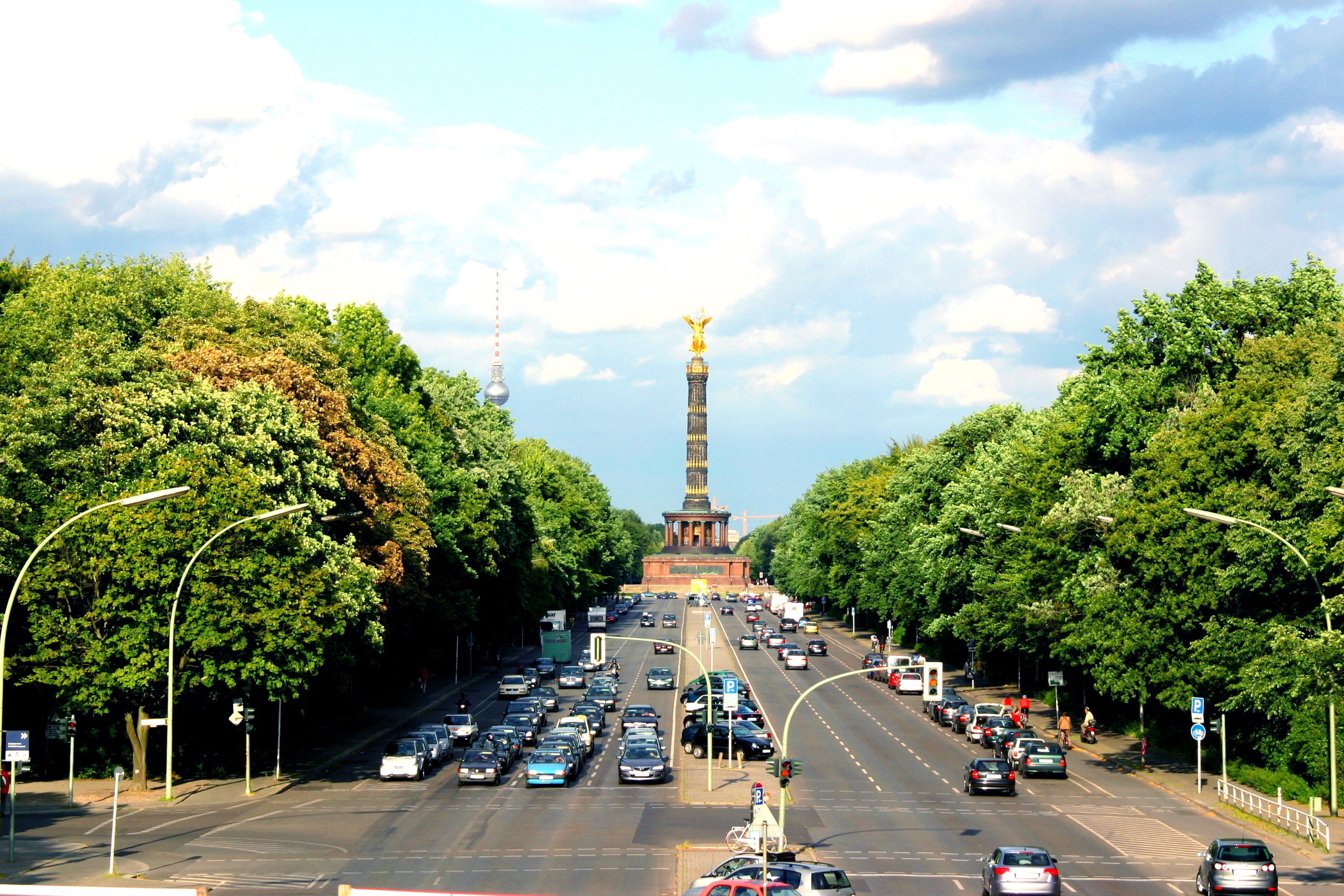
6월 17일 거리

6월 17일 거리(독일어: Straße des 17. Juni)는 독일의 베를린 중심부를 동서로 가는 간선 도로의 구간 명칭이다. 구간은 운터덴린덴 동쪽인 브란덴부르크 문에서 티어가르텐을 빠져나와 샤를로텐부르크 지역의 에른스트 로이터 광장까지이다. 거의 중간 지점에 해당하는 그로서 슈테른, 중앙에는 전승기념탑이 세워져 있다.
미테 지구에서 티어가르텐을 통과하여 샤를로텐부르크 문까지 통하기 때문에 1953년 이전에는 샤를로텐부르거 쇼세 (Charlottenburger Chaussee)라고 했다.
1799년에 포장되었고, 19세기의 급격한 발전으로 서쪽으로 주요 간선 도로가 되었다.
동서 축에 해당하므로 나치 시절에는 퍼레이드 루트에 지정된 길가에는 갈고리 십자가 깃발이 펄럭이고 있었다. 1953년 6월 17일 동독 봉기 당시 동독 노동자들이 주동독 소련군과 동독 인민경찰(Volkspolizei)에게 희생되었다. 서베를린 측에서는 이를 기념하기 위하여 도로의 명칭을 개정했고, 독일의 재통일로 인하여 전 연방에서 통일 기념일이 공휴일이 되기 전에는 6월 17일을 공휴일로 지정했다.